# Thiago Schumacher
Thiago Maier dos Santos, detto Thiago Schumacher (Curitiba, 31 agosto 1986), è un ex calciatore brasiliano, di ruolo attaccante.

## Caratteristiche
Era una prima punta molto forte fisicamente.

## Carriera
Calcisticamente cresciuto nel settore giovanile dell'Atlético Paranaense, fece il suo esordio in prima squadra nell'agosto del 2005.
Nel gennaio del 2006 si trasferì in Italia per giocare in prestito all'Ascoli, ma non disputò neanche una partita ufficiale.
Nel luglio del 2006 fu acquistato dall'Udinese, con il quale esordì il 5 novembre in un match perso per 0-1 sul campo del Livorno.

## Palmarès

### Club

#### Competizioni statali
- Campionato Paranaense: 1

Atlético Paranaense: 2005